# 无尽的前沿：布什传
《无尽的前沿：布什传》是一本万尼瓦尔·布什的傳記，由美国作家G·帕斯卡尔·扎卡里创作，1997年出版。